# Le Chambon-Feugerolles
Le Chambon-Feugerolles là một xã trong tỉnh Loire miền trung nước Pháp.